# Panyikang
Panyikang est une localité située sur la rive occidentale du Nil Blanc et le chef-lieu de l'un des douze comtés de l’État fédéré du Nil Supérieur de la république du Soudan du Sud. 

## Histoire
La fondation de Panyikang est attribué à Nyikang, le premier roi du peuple Shilluk ; le toponyme signifiant « le village appartenant à Nyikang ». Le sanctuaire local, constitué par plusieurs huttes circulaires, est consacré au culte de ce personnage. Le temple renferme plusieurs reliques attribuées à Nyikang dont sa lyre et, croit-on, l'esprit de Nyikang manifeste sa présence en jouant de cet instrument.
Un mythe collecté par Wilhelm Banholzer rapporte comment se sont déroulées les premières années de Nyikang dans son nouveau royaume, ses relations houleuses avec Werloal, un de ses beaux-pères, ainsi que son opposition aux sacrifices humains. Une variante de ce mythe, collectée par Diedrich Westermann, nous montre le roi Nyikang et son fils Dak aux prises avec de mystérieux esprits aquatiques. Dak les réduit en esclavage puis leur assigne un village. Oloalo, leur chef décide de construire une belle hutte pour Nyikang puis l'inaugure en sacrifiant son propre enfant. Nyikang se montre comme étant opposé à cette pratique et y met fin en lui substituant le sacrifice d'une vache noire (Voir l'article: Dak wad Nyikang).

« En face du village de Pamat, vivait un homme qui avait suivi Nyikang durant sa migration. Le chef des Shilluk essaya de se mettre en relation avec lui. Pour ce faire, il lui donna quelques pièces de viande en guise de présents. Mais à chaque fois, l'homme refusa ces cadeaux. Alors Nyikang décida de sacrifier sa plus grosse vache, sa viande était juteuse, grasse et luisante. En voyant ce dernier présent, l'étranger ne réussit pas à contenir son appétit. Il en mangea une énorme quantité avec telle voracité que Nyikang se vit obligé de le gifler et de lui donner le surnom de « wad jal cam » (le glouton). Werloal ne s'offusqua pas de la gifle et dit tranquillement: « i ba dwong » (tu es un grand, donne moi encore de la viande). Après cela, l'homme devint manifestement le courtisan préféré de Nyikang car il lui fit don d'une épouse et d'un lopin de terre. De cette union naquît une très belle jeune fille, sa peau était rouge comme la couleur du feu. Bien plus tard, Nyikang s'empara d'elle. Werloal refusa tous les cadeaux que Nyikang lui envoya en guise de compensation matrimoniale en disant: « Prend donc aussi ma femme puisque tu as commencé à voler mes biens ! » Nyikang regretta son erreur et fit de Werloal l'homme le plus opulent du pays et la jolie jeune fille fut doté d'une maison à Pamat (ce toponyme provient de pan mat, le village de la bien-aimée). Après cela, Werloal devint un conseiller de la cour royale. En voyant le misérable état du palais royal de Nyikang à Panyikang, Werloal s'offusqua et dit: « Quoi ? Le roi vit dans de si misérables huttes ? Je vais lui en construire de bien meilleures ! » Quand il eut fini de construire les cinq huttes royales, Werloal voulu procéder à un sacrifice humain. Face au refus méprisant du roi, Werloal dit à Nyikang: « Quoi ? Tu refuses de sacrifier un seul être humain ? » Alors Nyikang donna la permission de sacrifier un petit garçon et c'est ainsi que prit fin la construction du palais royal. Quand Werloal eut fini d'agrandir le village, il procéda à un nouveau sacrifice humain. Puis quand Panyikang tomba en ruine au bout de quelques années, il procéda à sa reconstruction. Mais cette fois ci, Nyikang s'opposa catégoriquement à un autre sacrifice humain. Alors Werloal prophétisa amèrement: " Tu as refusé un sacrifice humain. À cause de cela, à chaque fois que l'on devra reconstruire le temple de Panyikang, une personne devra mourir." »

— Wilhelm Hofmayr, le caractère de Nyikang, 1925.

## Comté de Panyikang
Le Comté de Panyikang est un territoire de 5 108 km2 subdivisé en six payams ; Anakdiar, Dhetein, Pakang, Panyidwoi, Panyikang et Tonga. Lors du recensement de 2008, sa population a été estimée à 45427 habitants (densité: 8,89 hab/km²).
|                       | Population          | Foyers              |                     |                     |                     |                     |                     |                     |                     |                     |                     |                     |
| Anakdiar              | 3009                | 546                 |                     |                     |                     |                     |                     |                     |                     |                     |                     |                     |
| Dheteim               | 3599                | 733                 |                     |                     |                     |                     |                     |                     |                     |                     |                     |                     |
| Pakang                | 4602                | 647                 |                     |                     |                     |                     |                     |                     |                     |                     |                     |                     |
| Panyidwoi             | 14244               | 2371                |                     |                     |                     |                     |                     |                     |                     |                     |                     |                     |
| Panyikang             | 8180                | 1398                |                     |                     |                     |                     |                     |                     |                     |                     |                     |                     |
| Tonga                 | 11793               | 1955                |                     |                     |                     |                     |                     |                     |                     |                     |                     |                     |
| Total                 | 45427               |                     |                     |                     |                     |                     |                     |                     |                     |                     |                     |                     |
| Sources des données : | Recensement de 2008 | Recensement de 2008 | Recensement de 2008 | Recensement de 2008 | Recensement de 2008 | Recensement de 2008 | Recensement de 2008 | Recensement de 2008 | Recensement de 2008 | Recensement de 2008 | Recensement de 2008 | Recensement de 2008 |